# Deutsche Tischtennis-Meisterschaft 1979
Die 47. nationale Deutsche Tischtennis-Meisterschaft fand vom 19. bis 21. Januar 1979 in Rüsselsheim in der Walter-Köbel-Halle (heute Großsporthalle Rüsselsheim) statt.
Niemand konnte seinen Vorjahrestitel verteidigen. Peter Stellwag wurde zum zweiten Mal nach 1977 Deutscher Meister im Einzel. Zudem holte er im Doppel mit Jochen Leiß den Titel. Genauso schnitt Ursula Hirschmüller ab: Zweiter Titel im Einzel nach 1977 sowie Erste im Doppel mit Kirsten Krüger. Mit dem zusätzlichen Sieg im Mixed mit Ralf Wosik war sie die erfolgreichste der Teilnehmer an dieser DM.
Insgesamt 6000 Zuschauer verfolgten das Turnier, das vom Hessischen Tischtennis-Verband organisiert wurde.
| Platz | Herreneinzel     | Dameneinzel         | Herrendoppel                      | Damendoppel                           | Mixed                              |
| ----- | ---------------- | ------------------- | --------------------------------- | ------------------------------------- | ---------------------------------- |
| 1     | Peter Stellwag   | Ursula Hirschmüller | Jochen Leiß/Peter Stellwag        | Ursula Hirschmüller/Kirsten Krüger    | Ralf Wosik/Ursula Hirschmüller     |
| 2     | Engelbert Hüging | Kirsten Krüger      | Hans-Joachim Nolten/Ralf Wosik    | Wiebke Hendriksen/Monika Kneip-Stumpe | Engelbert Hüging/Monika Stork      |
| 3     | Wilfried Lieck   | Wiebke Hendriksen   | Heiner Lammers/Klaus Schmittinger | Monika Sedlmair/Jana Eberle           | Hanno Deutz/Kirsten Krüger         |
| 3     | Jochen Leiß      | Monika Kneip-Stumpe | Engelbert Hüging/Georg Nicklas    | Agnes Simon/Monika Stork              | Klaus Schmittinger/Monika Sedlmair |

Einige „Stammgäste“ fehlten, u. a. Rose Diebold, Edit Wetzel, Richard Fritz und Bernt Jansen.
Es gab mehrere Überraschungen. Conny Freundorfer schied in der ersten Runde gegen Jürgen Heckwolf aus. Eberhard Schöler verlor bereits in der zweiten Runden ein Zeitspiel gegen Michael Plum. Auch Agnes Simon wurde in der zweiten Runde von Monika Sedlmair besiegt. Nachrückerin Hannelore Hubers warf Roswitha Schmitz aus dem Rennen. Im Mixed scheiterten die amtierenden Europameister Wilfried Lieck/Wiebke Hendriksen im Viertelfinale an Hanno Deutz/Kirsten Krüger mit 0:3.